# ケヴィン・ヘンクス
ケヴィン・ヘンクス（Kevin Henkes,1960年11月27日 –  ）は、アメリカ人児童文学作家、イラストレーターである。
1960年、アメリカウィスコンシン州ラシーン生まれ。
ウィスコンシン大学マディソン校で学んだ。
2005年にコールデコット賞を受賞した。

## 受賞歴
- 2005年 コールデコット賞 - Kitten's First Full Moon （邦題『まんまるおつきさまをおいかけて』）
- 2013年 フェニックス絵本賞 - Owen （邦題『いつもいっしょ』）

## 主な著書
- All Alone - 1981
- Clean Enough - 1982
- Bailey Goes Camping - 1985
- Grandpa & Bo -  1986
- A Weekend with Wendell - 1986
- Once Around the Block -  1987
- Sheila Rae, the Brave（『おてんばシーラ』） -  1987
- Chester's Way -  1988
- Jessica（『ジェシカがいちばん』） - 1989
- Shhhh - 1989
- Julius, the Baby of the World（『せかいいちのあかちゃん』） - 1990
- The Biggest Boy - 1995
- Good-Bye Curtis - 1995
- Circle Dogs（『まるいねまるいぬ』） - 1998
- Oh! - 2000
- Owen - 1993
- Wemberly Worried（『しんぱいしんぱいウェンベリー』） - 2000
- en:Olive's Ocean（『オリーブの海』） - 2004

## 日本語訳された作品
- 『おてんばシーラ』世界の絵本ライブラリー、斉藤美加訳、金の星社、1990年
- 『ジェシカがいちばん』小風さち訳、ベネッセコーポレーション、1991年
- 『いつもいっしょ』金原瑞人訳、あすなろ書房、1994年
- 『せかいいちのあかちゃん』小風さち訳、徳間書店、1996年
- 『夏の丘、石のことば』多賀京子訳、徳間書店、1996年
- 『マリーを守りながら』多賀京子訳、徳間書店、1999年
- 『おしゃまなリリーとおしゃれなバッグ』石井睦美訳、BL出版、1999年
- 『しんぱいしんぱいウェンベリー』石井睦美訳、BL出版、2001年
- 『オリーブの海』代田亜香子訳、白水社、2005年
- 『まんまるおつきさまをおいかけて』世界傑作絵本シリーズ、小池昌代訳、福音館書店、2005年
- 『まるいねまるいぬ』ダン・ヤッカリーノ絵、灰島かり訳、BL出版、2006年
- 『ふしぎのたね』世界傑作絵本シリーズ、アニタ・ローベル絵、伊藤比呂美訳、福音館書店、2007年
- 『とってもいいひ』石井睦美訳、BL出版、2008年
- 『とりとわたし』ローラ・ドロンゼック絵、風木一人、ひびのさほ共訳、あすなろ書房、2009年
- 『はるまちくまさん』石井睦美訳、BL出版、2009年